# Список умерших в 1870 году
В этой статье представлен список известных людей, умерших в 1870 году.
См. также: Категория:Умершие в 1870 году

## Январь
- 5 января — Владимир Жерве (53—54) — генерал-майор, герой обороны Севастополя во время Крымской войны.
- 10 или 11 января — Виктор Нуар (21) — французский журналист, ставший знаменитым после смерти из-за её политических последствий (убит племянником Наполеона III).
- 15 января — Сильвен Сальнав (43) — президент Гаити в 1867—1869 годах.
- 21 января — Александр Герцен (57) — русский публицист, писатель, философ.
- 23 января — Александр Вельтман (69) — русский писатель, археолог, лингвист, член-корреспондент Петербургской Академии наук (с 1854).

## Февраль
- 1 февраля — Огюст Мишель Этьен Реньо де Сен-Жан д’Анжели (75) — маршал Франции, участник войны 1812 года.
- 3 февраля — Жозеф-Анри Левейе (73) — французский ботаник, миколог, врач, доктор медицины.

## Март
- 6 марта — Дмитрий Бибиков (77) — российский государственный деятель, член Государственного совета, министр внутренних дел Российской империи (1852—1855), участник русско-турецкой и Отечественной войны 1812 года.
- 9 марта — Теодор Лабарр (65) — французский арфист и композитор.
- 9 марта — Мария Энн Смит — австралийский плодовод английского происхождения.
- 11 марта — Мошвешве I — вождь народа сото (территория современного Лесото), объединивший их против британских и бурских колонистов, а также завоевателей, бежавших от растущей мощи зулусов на востоке.

## Апрель
- 3 апреля — Филипп Яффе (51) — немецкий историк; самоубийство.
- 8 апреля — Шарль Огюст де Берио (68) — бельгийский скрипач, композитор, музыкальный педагог.
- 13 апреля — Генрих Гесс (82) — австрийский военачальник, фельдмаршал.
- 25 апреля — Дэниел Маклис (64) — ирландский художник викторианского академизма.
- 26 апреля — Иосиф Шарлемань (46) — русский архитектор и художник, академик архитектуры (1857).
- 28 апреля — Пьер Мари де Сен-Жорж (75) — французский адвокат и политический деятель, депутат и министр.
- 29 апреля — Смарагд Шустов (80—81) — русский архитектор, представитель позднего классицизма.

## Май
- 21 мая — Юзеф Коженевский (64) — виленский медик.

## Июнь
- 4 июня — Степан Хрулёв (63) — русский генерал, участник Среднеазиатских походов, герой Крымской войны.
- 6 июня — Фердинанд Врангель (73) — русский мореплаватель, адмирал.
- 9 июня — Чарльз Диккенс (58) — классик англоязычной и мировой литературы; инсульт.
- 20 июня — Николай Устрялов (65) — российский историк, археограф, педагог, профессор русской истории Санкт-Петербургского университета, автор гимназических учебников истории.
- 24 июня — Адам Линдсей Гордон (36) — австралийский поэт, жокей, полицейский и политик.

## Июль
- 12 июля — Джон Дальгрен (60) — американский морской офицер, контр-адмирал, участник гражданской войны в США на стороне Союза; внёс вклад в развитие военно-морской тактики и разработал несколько видов корабельных орудий.
- 29 июля — Амвросий Метлинский (55—56) — украинский поэт и профессор этнографии.

## Август
- 10 августа — Жюль Пьер Рамбюр (69) — французский врач и энтомолог.
- 16 августа — Ален Ромуальд де Монеи д'Ордьер (фр. Alain Romuald de Monéys d'Ordières) (34) — французский помещик, муниципальный советник, ставший жертвой жестокой расправы со стороны толпы, заподозрившей его в предательстве (см. Affaire de Hautefaye)[1].
- 17 августа — Антон Герке — российский пианист и музыкальный педагог.
- 17 августа — Леотар, Жюль[фр.] (28 или 32) — французский спортсмен и изобретатель, первый воздушный гимнаст, совершивший выступление на трапециях, изобретатель прототипа современного слитного гимнастического купальника[2].

## Сентябрь
- 18 сентября — Генри Янг (67) — британский колониальный администратор.
- 23 сентября — Проспер Мериме (66) — французский писатель, член Французской академии.

## Октябрь
- 12 октября — Роберт Эдвард Ли (63) — американский военный, генерал и главнокомандующий армии Конфедеративных Штатов Америки.
- 31 октября — Михай Мошоньи (55) — венгерский композитор, музыкальный критик и педагог, один из основоположников венгерской национальной композиторской школы.

## Ноябрь
- 23 ноября — Пётр Миронов (75—76) — генерал-лейтенант, участник Отечественной войны 1812 года, русско-персидской войны 1826—1828 гг., русско-турецкой войны 1828—1829 гг., Кавказских походов 1829—1831 гг. и Крымской войны 1853—1856 гг.
- 24 ноября — Лотреамон (наст. имя — Изидор Дюкасс) (24) — французский прозаик и поэт, поздний романтик, предтеча символизма и сюрреализма.
- 30 ноября — Карл Густав Бишоф (78) — выдающийся немецкий химик и геолог.

## Декабрь
- 5 декабря — Александр Дюма (отец) (68) — французский журналист, драматург, писатель, чьи приключенческие романы сделали его одним из самых читаемых французских авторов в мире.
- 7 декабря — Михаил Вербицкий (55) — композитор, общественный деятель, священник, автор музыки гимна Украины «Ще не вмерла Україна».